# Heinrich Hellwege

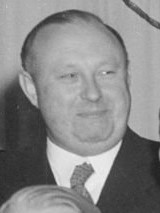
Heinrich Hellwege (1949)

Heinrich Peter Hellwege (* 18. August 1908 in Neuenkirchen; † 4. Oktober 1991 ebenda) war ein deutscher Politiker (DHP, DP und CDU). Er war von 1949 bis 1955 Bundesminister für Angelegenheiten des Bundesrates und von 1955 bis 1959 Ministerpräsident des Landes Niedersachsen.

## Leben
Nach dem Primareifezeugnis 1926 am Athenaeum Stade absolvierte Hellwege eine kaufmännische Lehre und war dann bis 1933 als Im- und Exportkaufmann in Hamburg tätig. 1933 übernahm er den väterlichen Betrieb für chemisch-technische Erzeugnisse in seinem Heimatort. In der Zeit des Nationalsozialismus engagierte er sich in der Bekennenden Kirche und der Niedersächsischen Freiheitsbewegung. Von 1939 bis 1945 nahm er als Soldat der Luftwaffe am Zweiten Weltkrieg teil.
Hellwege war bis zu ihrer Auflösung 1933 Mitglied der Deutsch-Hannoverschen Partei und ab 1931 deren Kreisvorsitzender in Jork.
Nach dem Krieg begründete er die Niedersächsische Landespartei (NLP) (ab 1947 Deutsche Partei) mit, als deren Landesvorsitzender in Niedersachsen er von 1946 bis 1961 amtierte. Von 1947 bis zum 15. Januar 1961 war er außerdem Bundesvorsitzender der DP. An den Verhandlungen der DP mit der Deutschen Konservativen Partei – Deutschen Rechtspartei und der hessischen Nationaldemokratischen Partei am 1. Juli 1949 über einen gemeinsamen Wahlantritt zur Bundestagswahl 1949 nahm Hellwege für seine Partei gemeinsam mit Adolf Dedekind, Carl Lauenstein, Hans-Joachim von Merkatz, Hans-Christoph Seebohm und Friedrich Wilke teil. Obwohl die Pläne recht weit gediehen waren, scheiterten sie schlussendlich. Grund war die Erklärung der britischen Militärregierung, eine Fusionspartei würde keine Lizenz erhalten und könne somit nicht zur Wahl antreten.
Im Oktober 1961 trat er der CDU bei, die er im Januar 1979 wieder verließ, weil „in der CDU mehr nach links von der Mitte geschielt [werde], nach Wählern, die der CDU nur Miß- oder Verachtung entgegenbrächten“. Im Februar 1979 beteiligte er sich an dem letztlich erfolglosen Versuch, eine konservative Sammlungsbewegung unter dem Titel Liberal-Konservative Aktion zu gründen.
1945/46 gehörte Hellwege dem Gemeinderat von Neuenkirchen und dem Kreistag des Landkreises Stade an. 1946 war er Mitglied des Ernannten Landtages von Hannover, wo er die NLP-Fraktion führte. Von 1947 bis zum 2. November 1950 und von 1951 bis zum 7. Januar 1952 war er Mitglied des Landtages von Niedersachsen und Vorsitzender der DP-Landtagsfraktion. Er gehörte außerdem von 1946 bis 1948 dem Zonenbeirat für die Britische Besatzungszone an, zu dessen Stellvertretendem Vorsitzenden er 1947 gewählt wurde. Von 1955 bis 1963 war Hellwege erneut Mitglied des Landtages von Niedersachsen.
Von 1949 bis zum 27. Mai 1955 war er Mitglied des Deutschen Bundestages, wo er kurzzeitig bis zu seiner Ernennung zum Bundesratsminister Vorsitzender der DP-Bundestagsfraktion war. Hellwege war direkt gewählter Abgeordneter des Wahlkreises Stade – Bremervörde.

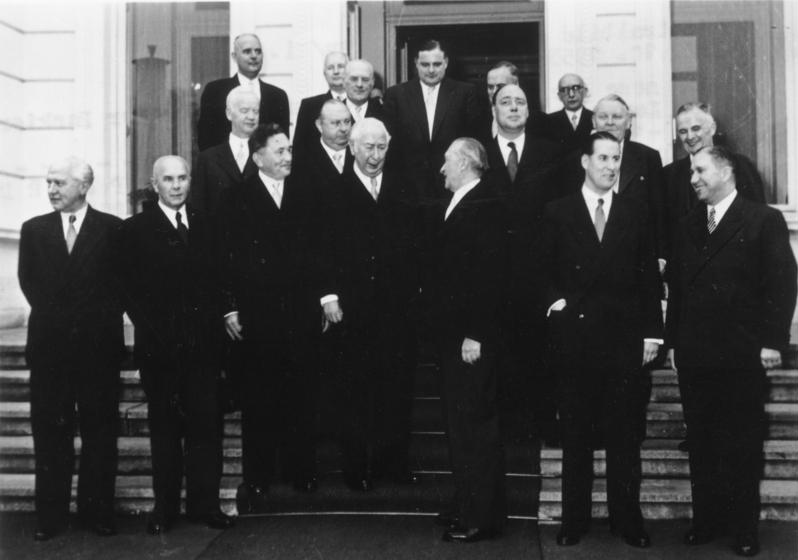
Hellwege (2. Reihe, 2. von links) im Kabinett Adenauer II (Gruppenfoto, 1953)

Hellwege war 1947/48 Landrat im Landkreis Stade. Nach der Bundestagswahl 1949 wurde er am 20. September 1949 als Bundesminister für Angelegenheiten des Bundesrates in die von Bundeskanzler Konrad Adenauer geführte Bundesregierung berufen. Am 26. Mai 1955 schied er aus der Bundesregierung aus und wurde am selben Tag zum Ministerpräsidenten des Landes Niedersachsen gewählt.
Getragen wurde er in diesem Amt von einer Koalition aus DP, CDU, FDP und GB/BHE, wobei seine Partei lediglich die zweitstärkste in dieser Regierung darstellte. Nach dem Rücktritt von Leonhard Schlüter am 11. Juni 1955 leitete er bis zur Ernennung von Richard Tantzen (FDP) am 14. September 1955 zusätzlich auch das Kultusministerium. Am 19. November 1957 bildete Hellwege eine neue Regierung aus DP, CDU und SPD, wobei die SPD nun die stärkste Kraft in seiner Regierung war, seine Partei hingegen die schwächste. Nach der Landtagswahl in Niedersachsen 1959, in deren Folge die SPD eine Regierung mit FDP und GB/BHE bildete, schied er aus dem Amt.
Heinrich Hellwege war der einzige niedersächsische Ministerpräsident, welcher kein Mitglied der CDU und SPD war, und der einzige Ministerpräsident eines Bundeslandes, der der Deutschen Partei angehörte.
Nach dem Ausscheiden aus dem Amt des Ministerpräsidenten ließ Hellwege sich für die sogenannte Ahnengalerie in der Niedersächsischen Staatskanzlei von Adolf Wissel porträtieren.
Er gehörte seit dessen Gründung 1955 dem Rotary Club Stade an.

## Ehrungen
1959 wurde er zum Oldenburger Grünkohlkönig ernannt. Hellwege war Ehrenbürger seiner Heimatgemeinde Neuenkirchen (Niederelbe), Träger der Niedersächsischen Landesmedaille, des Großkreuzes des Verdienstordens der Bundesrepublik Deutschland, des Königlich Griechischen St.-Georgs-Ordens sowie Ehrensenator der Technischen Universität Hannover.

## Veröffentlichungen
- Heinrich Hellwege: Niedersachsens deutsche Aufgabe. Hannover 1946 (Niedersächsische Landespartei)
- Deutsche Partei (Hrsg.): Heinrich Hellwege 1908 – 1958. Reden und Schriften. Festschrift zum 50. Geburtstag Heinrich Hellweges, Braunschweig 1958